# Adam Biedrzycki
Adam Biedrzycki (ur. 7 lipca 1968 w Warszawie) – polski aktor teatralny, telewizyjny, dubbingowy i filmowy, lektor, scenarzysta i reżyser.

## Życiorys
W 1991 ukończył studia na PWST w Warszawie. W tym samym roku na IX Przeglądzie Spektakli Dyplomowych Szkół Teatralnych, otrzymał nagrodę jury za rolę Króla Ignacego w sztuce Iwona, księżniczka Burgunda. Jego oficjalny debiut teatralny nastąpił 9 stycznia 1992.
Od 1991 występuje w Teatrze Polskim w Warszawie, bierze też udział w przedstawieniach impresaryjnych oraz spektaklach Teatru Telewizji. W 2007 wystąpił gościnnie w warszawskim Teatrze Komedia.
Aktor ma żonę Grażynę z domu Gadomską i trójkę dzieci: Barbarę, Bogumiła i Mateusza.

## Spektakle teatralne (wybór)
- 1990: Fredraszki jako Muzykant; Szambelan; Alfred (reż. Jan Englert)
- 1991: Iwona, księżniczka Burgunda jako król Ignacy (reż. Mariusz Benoit)
- 1991: Wesele jako Gość, Chłop (reż. Kazimierz Dejmek)
- 1992: Śnieg jako Kazimierz (reż. Zbigniew Zapasiewicz)
- 1992: Dyskretny urok faunów jako Larry (reż. Romuald Szejd)
- 1992: Pan Jowialski jako Służący (reż. K. Dejmek)
- 1993: Świętoszek jako Walery (reż. Jan Bratkowski)
- 1993: Ryszard III jako Markiz Dorset (reż. Maciej Prus)
- 1994: Gbury jako Filip (reż. Szczepan Szczykno)
- 1994: Przebudzenie wiosny jako Otto, Ruprecht (reż. S. Szczykno)
- 1995: Upadek Cuchulaina jako król (reż. Paweł Wodyński)
- 1995: Zwodnica jako Antonio (reż. Wojciech Adamczyk)
- 1996: Indyk jako Rudolf (reż. J. Bratkowski)
- 1996: Juliusz Cezar jako Decjusz Brutus (reż. M. Prus)
- 1996: Turoń jako Jan Chudy (reż. Waldemar Śmigasiewicz)
- 1997: Coctail Party jako Piotr Quilpe (reż. M. Prus)
- 1998: Sen nocy letniej jako Demetriusz (reż. Jarosław Kilian)
- 1999: Igraszki z diabłem jako Teofil (reż. J. Kilian)
- 2001: Pułapka na myszy jako sierżant Trotter (reż. J. Bratkowski)
- 2002: Przygody Sindbada Żeglarza jako Miraż (reż. J. Kilian)
- 2003: Mistrz Piotr Pathelin jako Sukiennik (reż. Zespół Pewna Grupa)
- 2004: Gry pałacowe jako Korth (reż. Jan Kulczyński)
- 2005: Makbet jako Banko (reż. Piotr Kruszczyński)
- 2005: Odyseja jako Lejodes (reż. J. Kilian)
- 2006: Kordian jako Spiskowiec (reż. Paweł Passini)
- 2007: Pół żartem, pół sercem jako Duncan (reż. Marcin Sławiński)
- 2007: Wyzwolenie – próby jako reżyser (reż. Adam Wojtyszko, Weronika Szczawińska, Wawrzyniec Kostrzewski)
- 2008: Noc jako lekarz (reż. Andrzej Bartnikowski)
- 2024: Dom otwarty jako Wicherkowski (reż. Krystyna Janda)[1]

## Filmografia
- 1993: Czterdziestolatek. 20 lat później jako pracownik laboratorium
- 1998–2003: Miodowe lata jako kilka postaci
- 2000–2001: Miasteczko
- 2002–2003: Kasia i Tomek jako urzędnik (głos)
- Samo życie jako lekarz
- 2004: Camera Café jako Sergiusz
- 2004: Całkiem nowe lata miodowe jako bankowiec
- 2004: Długi weekend jako ojciec Felusia
- 2005: RajUstopy jako matematyk od biustonoszy
- 2006: Ale się kręci jako ksiądz Bartłomiej
- 2007: U Pana Boga w ogródku jako kierowca, mąż bibliotekarki
- 2007: U Pana Boga w ogródku jako kierowca
- 2008: Doręczyciel jako gangster
- 2009: Popiełuszko. Wolność jest w nas jako ksiądz Adam

### Gościnnie
- Klan jako Winter
- 2000: Na dobre i na złe jako pacjent
- 2001: Marszałek Piłsudski
- 2003: Na Wspólnej jako ortopeda
- 2004–2006: Pensjonat pod Różą jako kierownik Urzędu Stanu Cywilnego
- 2004: Dziupla Cezara jako starszy aspirant Burza
- 2006: U fryzjera jako ksiądz
- 2006: Kryminalni jako policjant Bieniek, komendant posterunku w miasteczku (odc. 57)
- 2007: Niania jako detektyw (odc. 50)
- 2009: Siostry jako Ryszard Filipek (odc. 10)
- 2011: Rodzinka.pl jako tata chłopca (odc. 26)
- 2021: Jonasz z maturalnej jako urzędnik (odc. 2)

### Dubbing
- 1984–1991: Mapeciątka jako Fuzzy
- 1992–1994: Mała Syrenka jako węgorz /Hans Christian Andersen
- 1994: Księżniczka łabędzi (Wersja telewizyjna)
- 1995: Balto – Star
- 1997: Świat królika Piotrusia i jego przyjaciół
- 2002–2003: Ozzy i Drix jako Drix